# Język mawes
Język mawes – język papuaski używany w prowincji Papua w Indonezji. Według danych z 2006 roku posługuje się nim 850 osób.
Publikacja Peta Bahasa podaje, że jego użytkownicy zamieszkują wsie Mawesdey, Mawes Mukti i Maweswares (kabupaten Sarmi). Jednocześnie odmianę maweswares klasyfikuje odrębnie. Według danych Ethnologue (SIL International) jest używany w środowisku domowym oraz wśród znajomych, ale posługują się nim przede wszystkim osoby dorosłe.
W użyciu są także języki indonezyjski i malajski papuaski. Uchodzi za zagrożony wymarciem.
Wczesne wzmianki nt. tego języka pochodzą z 1879 i 1954. Słabo opisany, dostępne dane ograniczają się do listy słownictwa i przykładów zdań. W starszych wydaniach Ethnologue był klasyfikowany pośród języków tor-kwerba. Harald Hammarström (2010) i William A. Foley (2018) rozpatrują go jako izolat, nie potwierdzając postulowanych związków zewnętrznych. Timothy Usher uznaje mawes za przedstawiciela języków łańcucha Foja.